# Berrya pacifica
Berrya pacifica är en malvaväxtart som beskrevs av A. C. Smith. Berrya pacifica ingår i släktet Berrya och familjen malvaväxter. Inga underarter finns listade i Catalogue of Life.